# 纸房乡 (嵩县)
纸房乡是中国河南省洛阳市嵩县下辖的一个乡。

## 行政区划
纸房乡下辖：高村、念子沟村、林场村、七泉村、龙头村、台上村、石坡村、纸房村、大坡村、上瑶村、吕沟村、板庙村、邓岭村、草庙村、毛沟村、秋盘村、高岭村、朱王岭村、西沟村、马驹岭村。